# 理查德·帕里斯
理查德·帕里斯（英語：Richard Paris，1942年4月8日—2017年10月4日），澳大利亚男子自行车运动员。他曾代表澳大利亚参加1974年英联邦运动会自行车比赛，获得一枚金牌。他也曾参加1964年夏季奥林匹克运动会。